# Джунковський Василь Якович
Джунковський Василь Якович (Джуньковський,1767, Лебедин, Харківська губернія (нині Сумська область) — 9 (21) вересня 1826, Харків) — історик медицини, медик, філолог, перекладач, бібліограф, ректор Харківського університету (1821—1826). Був одним з ініціаторів видання при Харківському університеті «Украинского журнала».

## Біографія
Народився в родині священика. 
Після закінчення Харківського колегіуму в 1788 р. поступив волонтером до Санкт-Петербурзького військового шпиталю. З 1788 вивчав медицину в Петербурзі. У 1789 році став вчителем грецької мови в Калинкінському медико-хірургічному училищі (Санкт-Петербург), де працював до 1797 р. Одночасно до 1795 р. був перекладачем в Державній Медичній колегії.
У 1803 р. було відкрито бібліотеку при Медико-хірургічній академії, івін був призначений бібліотекарем. Почав укладати печатний каталог книг та каталог дисертацій. Одночасно Джунковського було призначено начальником архіву медичної управи.
У 1808 р. був обраний членом Вільного економічного товариства. З 1811 р. - член комітету з видання медичного журналу. З 1813 р. - кореспондент Медичної ради при Міністерстві народної освіти. В ці роки перекладає російською мовою близько 30 фундаментальних праць видатних вчених-медиків, зокрема тексти Т. Ловиця, О. Гунна, Ф. К. Удена, А. Шерера, Г. Шобера, В. Ріхтера, К. Шпренгеля та інших. 
В 1790 р. - викладач російської, латинської та грецької мов в Медико-хірургічному інституті. З 1795 р. одночасно працює перекладачем в Медичній колегії. Джунковський був одним з перших серед тих, хто присвятив свої дослідження та писав роботи з історії вітчизняної медицини.
З 1818 р. Джунковський — ординарний професор грецької словесності Харківського університету.
З 1819 р. декан словесного відділення філософського факультету і завідувач кафедрою сільського господарства.
В 1820 р. обраний проректором, в 1821 р. — ректор Харківського університету.
З особливою увагою ставився до навчальної і наукової літератури. В 1823 р. взяв до розробки спеціальну облікову книгу, до якої вносилися всі видання, що потрапляли до бібліотеки. Це надало йому можливості працювати над виданням першого печатного систематичного каталогу, який було видано того ж року під назвою «Cataloqus Librorum Bibliotecae Caesareas Universitatis Literum Charcoviensis» (Каталог книгам библиотеки императорского Харьковского университета. — Х.: Тип. ун-та, 1824). У каталозі було відображено книжковий фонд бібліотеки того періоду (16 781 примірник). 
З 1823 р. — заслужений професор, голова Філотехнічного товариства, один з ініціаторів видання при Харківському університеті «Украинского журнала».
У 1824 р. одночасно з ректорською діяльністю очолив роботи по наведенню ладу в бібліотеці університету на посаді бібліотекаря. За його ініціативою була проведена робота зі створення систематичного каталогу літератури. Окрім цього він написав працю «О библиографических системах», яка повинна була бути опублікована у 2-томі «Трудов Общества наук». Але ця робота так і не побачила світ у печатному вигляді, бо «Общество» було закрито.
В.Я Джунковський був статським радником, кавалером орденів Св. Володимира 4-го ступеня та Св. Ганни 2-го ступеня. На посаді ректора Харківського університету перебував до своєї смерті у 1826 р.
Помер у Харкові.

## Друковані каталоги, укладені В.Я.Джунковським
- Catalogue librorum Collegii Russici Imperialis. — Petropole: Medici, 1799. — 150, 14 p.
- Catalogue librorum Academia Caesaeae medico-chirurgical. — Petropolitanae Ptrp., 1809. — 705 p.
- Supplex dissertationum inauguralium. — Ptrp., 1816. — 640 p.
- Catalogus Bibliotekae Caes. Univer. Litt. Charcovensis. — Charc., 1824. — 511 p.